# 瓦特嶺
84°45′S 173°47′W / 84.750°S 173.783°W
瓦特嶺（英語：Watt Ridge）是南極洲的山嶺，位於杜費克海岸，屬於奧拉夫王子山脈的一部分，長3公里，以美國海軍的上尉指揮官命名，現時由南極條約體系管理。